# Коваленко Віктор Вікторович
Ві́ктор Ві́кторович Ковале́нко (14 лютого 1996 , Херсон ) — український футболіст, відомий, зокрема, виступами за донецький «Шахтар», а також національну збірну України.
Найкращий бомбардир (володар «Золотої бутси») молодіжного чемпіонату світу 2015 (4 гри, 5 м'ячів, 2 гольові передачі).

## Клубна кар'єра

### Молодіжна кар'єра
Народився у Херсоні, де почав займатися футболом у віці 5 років. Першим тренером хлопця був Володимир Володін. Після звільнення Володіна з ДЮСШ, Коваленко мало не припинив заняття футболом, та згодом приєднався до свого наставника в іншій футбольній секції. Віктор швидко почав виділятися на фоні своїх одноклубників, тож не дивно, що незабаром він отримав пропозиції від клубних академій київського «Динамо» та донецького «Шахтаря». Коваленко обрав «гірників», ставши одним з основних гравців у команді кожної з вікових груп, де він виступав.
У складі «Шахтаря» доволі успішно виступав у юнацькій та молодіжних першостях України.

### «Шахтар»

#### Сезон 2014—2015
В першій команді «гірників» дебютував 27 жовтня 2014 року, провівши на полі усі 90 хвилин в поєдинку 1/8 фіналу Кубку України проти «Полтави». У Прем'єр-лізі дебютував 28 лютого 2015 року, замінивши Ілсінью на 84-й хвилині матчу з «Ворсклою». Коваленко став першим вихованцем академії донецького клубу, що дебютував у команді протягом останніх п'яти років.

#### Сезон 2015—2016
У 2016 році, коли з «Шахтаря» пішов Алекс Тейшейра, Віктор став єдиним варіантом його заміни. Після цього він став з'являтися на полі як основний гравець. Він виправдав сподівання головного тренера Мірчі Луческу.
У матчі 1/16 фіналу Ліги Європи забив третій м'яч у ворота «Шальке», а потім разом з «гірниками» дійшов до півфіналу цього розіграшу другого за значущістю єврокубка.
11 травня 2016 року у матчі-відповіді півфіналу Кубка України проти «Олександрії» вивів «гірників» на поле як капітан команди у віці 20 років і 87 днів, ставши наймолодшим капітаном в історії клубу.

#### Сезон 2016—2017
У «Шахтаря» з'явився новий тренер — Паулу Фонсека. Після змін в основному складі команди Коваленко став гравцем запасу. 30 липня, у 2 турі чемпіонату, відзначився голом у ворота «Чорноморця». У наступному поєдинку отримав жовту картку й віддав гольовий пас на Ісмаїлі.
18 серпня 2016 року відзначився голом у першому матчі раунду плей-оф Ліги Європи проти «Істанбул Башакшехір», який закінчився перемогою «Шахтаря» з рахунком 1:2. Крім того, відзначився голами в матчах групового етапу Ліги Європи проти «Браги» і «Гента».

### «Аталанта»
1 лютого 2021 року був підтверджений трансфер гравця в італійську «Аталанту». Віктор виступатиме за клуб з Бергамо під двадцятим номером. Ціна трансферу футболіста, контракт з клубом якого закінчувався влітку 2021 року, становить €700,000.За даними ЗМІ, українець зароблятиме в італійському клубі близько 2 мільйонів євро на рік. Дебютував за «Аталанту» у матчі Серії A проти «Верони» (перемога «Аталанти» 0:2).

#### Оренда в «Спецію»
8 серпня 2021 року на правах оренди перейшов до італійської «Спеції» на сезон 2022—2033 років. Угодою було передбачено опція викупу гравця, пункт мав стати обов'язковим, якщо ФК збереже прописку в Серії А ще на рік. За результатами сезону 2022/23 команди вибула з елітного дивізіону, і гравець повернувся до «Аталанти».

#### Оренда в «Емполі»
Влітку 2023 року на правах оренди перейшов в «Емполі». 12 листопада 2023 року забив свій дебютний м'яч у ворота Наполі й приніс перемогу своїй команді.
30 серпня 2024 року «Аталанта» розірвала контракт з гравцем за згодою сторін.

### «Емполі»
11 лютого 2025 року «Емполі» представили гравця, попередньо оформивши повноцінний контракт, Коваленко перейшов у клуб на правах вільного агента.

## Кар'єра в збірній

### Молодіжна збірна і дебют у національній команді
З 2010 року Коваленка почали залучати до матчів юнацьких збірних України різних віків, де йому нерідко доводилося грати проти хлопців, старших за нього на декілька років. У 2014 році у складі збірної, складеної з гравців віком до 19 років, брав участь у юнацькому чемпіонаті Європи, що проходив в Угорщині. 24 березня 2016 року дебютував у складі збірної України в товариському матчі зі збірною Кіпру, а вже 28 березня вдруге зіграв за головну національну команду в товариському поєдинку зі збірною Уельсу, провівши на полі увесь матч.

### Євро-2016
Грав у складі збірної України на Чемпіонаті Європи 2016 у Франції. Зіграв в усіх матчах українців на турнірі. Виходив у стартовому складі в матчах зі збірною Німеччини і збірною Північної Ірландії. Замінив Олександра Зінченка в матчі проти збірної Польщі.

## Статистика виступів

### Клубна кар'єра
Статистичні дані наведено станом на 28 квітня 2024
| Сезон              | Команда            | Чемпіонат          | Чемпіонат | Чемпіонат | Національний кубок | Національний кубок | Національний кубок | Континентальні кубки | Континентальні кубки | Континентальні кубки | Інші змагання | Інші змагання | Інші змагання | Усього | Усього |
| Сезон              | Команда            | Ліга               | Ігор      | Голів     | Ліга               | Ігор               | Голів              | Ліга                 | Ігор                 | Голів                | Ліга          | Ігор          | Голів         | Ігор   | Голів  |
| ------------------ | ------------------ | ------------------ | --------- | --------- | ------------------ | ------------------ | ------------------ | -------------------- | -------------------- | -------------------- | ------------- | ------------- | ------------- | ------ | ------ |
| 2014–15            | «Шахтар»           | УПЛ                | 2         | 0         | КУ                 | 2                  | 0                  | ЛЧ                   | 0                    | 0                    | СКУ           | 0             | 0             | 4      | 0      |
| 2015–16            | «Шахтар»           | УПЛ                | 23        | 0         | КУ                 | 7                  | 2                  | ЛЧ+ЛЄ                | 7+8                  | 0+2                  | СКУ           | 1             | 0             | 46     | 4      |
| 2016–17            | «Шахтар»           | УПЛ                | 28        | 7         | КУ                 | 1                  | 0                  | ЛЄ                   | 8                    | 3                    | СКУ           | 1             | 0             | 38     | 10     |
| 2017–18            | «Шахтар»           | УПЛ                | 27        | 4         | КУ                 | 4                  | 1                  | ЛЧ                   | 5                    | 0                    | СКУ           | 1             | 0             | 37     | 5      |
| 2018–19            | «Шахтар»           | УПЛ                | 25        | 7         | КУ                 | 3                  | 0                  | ЛЧ+ЛЄ                | 6+2                  | 0+0                  | СКУ           | 1             | 0             | 37     | 7      |
| 2019–20            | «Шахтар»           | УПЛ                | 17        | 1         | КУ                 | 1                  | 0                  | ЛЧ+ЛЄ                | 5+4                  | 0+1                  | СКУ           | 0             | 0             | 27     | 2      |
| 2020–21            | «Шахтар»           | УПЛ                | 8         | 4         | КУ                 | 0                  | 0                  | ЛЧ                   | 3                    | 0                    | СКУ           | 0             | 0             | 7      | 4      |
| Всього за «Шахтар» | Всього за «Шахтар» | Всього за «Шахтар» | 130       | 23        |                    | 18                 | 3                  |                      | 48                   | 6                    |               | 4             | 0             | 200    | 32     |
| 2020–21            | «Аталанта»         | СА                 | 1         | 0         | КІ                 | 0                  | 0                  | -                    | -                    | -                    | -             | -             | -             | 1      | 0      |
| 2021–22            | «Спеція»           | СА                 | 26        | 1         | КІ                 | 1                  | 0                  | -                    | -                    | -                    | -             | -             | -             | 27     | 1      |
| 2022–23            | «Спеція»           | СА                 | 18+1      | 0         | КІ                 | 1                  | 0                  | -                    | -                    | -                    | -             | -             | -             | 20     | 0      |
| Усього за «Спецію» | Усього за «Спецію» | Усього за «Спецію» | 45        | 1         |                    | 2                  | 0                  |                      | -                    | -                    |               | -             | -             | 47     | 1      |
| 2023–24            | «Емполі»           | СА                 | 17        | 1         | КІ                 | 0                  | 0                  | -                    | -                    | -                    | -             | -             | -             | 17     | 1      |
| Усього за кар'єру  | Усього за кар'єру  | Усього за кар'єру  | 193       | 25        |                    | 20                 | 3                  |                      | 48                   | 6                    |               | 4             | 0             | 265    | 31     |

### Матчі за збірну
Станом на 14 липня 2023 року
| Дата       | Місто         | Господарі  | Результат | Гості             | Турнір                               | Голи | Примітки |
| ---------- | ------------- | ---------- | --------- | ----------------- | ------------------------------------ | ---- | -------- |
| 24-3-2016  | Одеса         | Україна    | 1 – 0     | Кіпр              | товариський матч                     | -    | 46'      |
| 28-3-2016  | Київ          | Україна    | 1 – 0     | Уельс             | товариський матч                     | -    |          |
| 3-6-2016   | Бергамо       | Албанія    | 1 – 3     | Україна           | товариський матч                     | -    | 46'      |
| 12-06-2016 | Лілль         | Німеччина  | 2 – 0     | Україна           | ЧЄ 2016                              | -    | 74'      |
| 16-06-2016 | Ліон          | Україна    | 0 – 2     | Північна Ірландія | ЧЄ 2016                              | -    | 83'      |
| 21-06-2016 | Марсель       | Україна    | 0 – 1     | Польща            | ЧЄ 2016                              | -    | 73'      |
| 5-9-2016   | Київ          | Україна    | 1 – 1     | Ісландія          | Відбір до ЧС 2018                    | -    |          |
| 6-10-2016  | Конья         | Туреччина  | 2 – 2     | Україна           | Відбір до ЧС 2018                    | -    |          |
| 9-10-2016  | Краків        | Україна    | 3 – 0     | Косово            | Відбір до ЧС 2018                    | -    |          |
| 12-11-2016 | Одеса         | Україна    | 1 – 0     | Фінляндія         | Відбір до ЧС 2018                    | -    | 89'      |
| 24-3-2017  | Загреб        | Хорватія   | 1 – 0     | Україна           | Відбір до ЧС 2018                    | -    | 85'      |
| 6-6-2017   | Ґрац          | Україна    | 0 – 1     | Мальта            | товариський матч                     | -    | 46'      |
| 11-6-2017  | Тампере       | Фінляндія  | 1 – 2     | Україна           | Відбір до ЧС 2018                    | -    | 76'      |
| 2-9-2017   | Харків        | Україна    | 2 – 0     | Туреччина         | Відбір до ЧС 2018                    | -    |          |
| 5-9-2017   | Рейк'явік     | Ісландія   | 2 – 0     | Україна           | Відбір до ЧС 2018                    | -    |          |
| 9-10-2017  | Київ          | Україна    | 0 – 2     | Хорватія          | Відбір до ЧС 2018                    | -    | 66'      |
| 31-5-2018  | Женева        | Марокко    | 0 – 0     | Україна           | товариський матч                     | -    | 46'      |
| 3-6-2018   | Евіан-ле-Бен  | Албанія    | 1 – 4     | Україна           | товариський матч                     | -    | 76'      |
| 16-11-2018 | Трнава        | Словаччина | 4 – 1     | Україна           | Ліга націй УЄФА 2018-2019 - 1-й етап | -    | 62'      |
| 20-11-2018 | Анталія       | Туреччина  | 0 – 0     | Україна           | товариський матч                     | -    | 85'      |
| 7-6-2019   | Львів         | Україна    | 5 – 0     | Сербія            | Відбір до ЧЄ 2020                    | -    | 76'      |
| 10-6-2019  | Львів         | Україна    | 1 – 0     | Люксембург        | Відбір до ЧЄ 2020                    | -    | 80'      |
| 10-9-2019  | Дніпро        | Україна    | 2 – 2     | Нігерія           | товариський матч                     | -    | 67'      |
| 14-10-2019 | Київ          | Україна    | 2 – 1     | Португалія        | Відбір до ЧЄ 2020                    | -    | 73'      |
| 14-11-2019 | Запоріжжя     | Україна    | 1 – 0     | Естонія           | товариський матч                     | -    | 46'      |
| 17-11-2019 | Белград       | Сербія     | 2 – 2     | Україна           | Відбір до ЧЄ 2020                    | -    | 77'      |
| 6-9-2020   | Мадрид        | Іспанія    | 4 – 0     | Україна           | Ліга націй УЄФА 2020-2021 - 1-й етап | -    | 79'      |
| 10-10-2020 | Київ          | Україна    | 1 – 2     | Німеччина         | Ліга націй УЄФА 2020-2021 - 1-й етап | -    | 77'      |
| 13-10-2020 | Київ          | Україна    | 1 – 0     | Іспанія           | Ліга націй УЄФА 2020-2021 - 1-й етап | -    | 60'      |
| 11-11-2020 | Хожув         | Польща     | 2 – 0     | Україна           | товариський матч                     | -    | 76'      |
| 24-3-2021  | Стад-де-Франс | Франція    | 1 – 1     | Україна           | Відбір до ЧС 2022                    | -    | 79'      |
| 28-3-2021  | Київ          | Україна    | 1 – 1     | Фінляндія         | Відбір до ЧС 2022                    | -    | 78'      |
| 11-11-2021 | Одеса         | Україна    | 1 – 1     | Болгарія          | товариський матч                     | -    | 46'      |
| Усього     |               | Матчів     | 33        |                   | Голів                                | 0    |          |

| Дата      | Місто                  | Господарі     | Результат               | Гості   | Турнір                                       | Голи | Примітки |
| --------- | ---------------------- | ------------- | ----------------------- | ------- | -------------------------------------------- | ---- | -------- |
| 24-5-2015 | Окленд (Нова Зеландія) | Україна       | 1 – 2                   | Уругвай | Товариський матч                             | -    | 55'      |
| 30-5-2015 | Окленд (Нова Зеландія) | Нова Зеландія | 0 – 0                   | Україна | Молодіжний чемпіонат світу 2015 - 1-й етап   | -    |          |
| 2-6-2015  | Фангареї               | М'янма        | 0 – 6                   | Україна | Молодіжний чемпіонат світу 2015 - 1-й етап   | 2    |          |
| 5-6-2015  | Окленд (Нова Зеландія) | Україна       | 3 – 0                   | США     | Молодіжний чемпіонат світу 2015 - 1-й етап   | 3    | 87'      |
| 10-6-2015 | Окленд (Нова Зеландія) | Україна       | 1 – 1 д.ч. (1 – 3 п.п.) | Сенегал | Молодіжний чемпіонат світу 2015 - 1/8 фіналу | -    | 118'     |
| Усього    |                        | Матчів        | 5                       |         | Голів                                        | 5    |          |

## Досягнення

### Командні
«Шахтар»
- Чемпіон України: 2016–17
- Володар кубка України: 2016–17
- Срібний призер чемпіонату України: 2014/15, 2015–16
- Володар Суперкубка України: 2015
- Срібний призер Юнацької ліги УЄФА: 2014–15[18]

 Збірна України
- Учасник Юнацького чемпіонату Європи (U-19) (2014)
- Учасник Юнацького чемпіонату Європи (U-19) (2015)
- Учасник Євро-2016

### Індивідуальні
- Найкращий бомбардир молодіжного чемпіонату світу: 2015[19]
- Список найкращих молодих футболістів Європи за версією УЄФА: 2015[20]
- Топ-50 найкращих молодих футболістів світу за версією La Gazzetta dello Sport: 2015 (35 місце)[21]
- Символічна збірна найталановитіших гравців Ліги чемпіонів за версією transfermarkt.de: 2015/16[22]
- Найкращий молодий футболіст України: 2015[23], 2016[24]
- Найкращий футболіст України у віковій категорії U19: 2015[25]
- Найкращий футболіст місяця в Україні у віковій категорії U19: серпень 2015 року[26]
- Найкращий футболіст місяця в Україні у віковій категорії U21: березень[27], квітень[28] (усі — 2016)

## Цікаві факти
- Дебютний матч Віктора Коваленка в українській Прем'єр-лізі судив його перший дитячий тренер Володимир Володін. Після матчу футболіст подарував арбітру свою футболку на знак вдячності[29].